# Ikeda (Gifu)
Ikeda (池田町 Ikeda-chō?) es una ciudad ubicada en el distrito de Ibi, prefectura de Gifu, Japón. A partir del 1 de diciembre de 2018, la ciudad tenía una población estimada de 24.034 en 8291 hogares [1] y una densidad de población de 620 personas por km². El área total de la ciudad era de 38.80 kilómetros cuadrados (14.98 millas cuadradas).

## Geografía
Ikeda se encuentra en el suroeste de la prefectura de Gifu. El río Ibi fluye a través de la ciudad, que es montañosa o montañosa en el oeste, incluido el Monte Ikeda en la frontera con la ciudad vecina de Ibigawa. Partes de la ciudad se encuentran dentro de los límites del Parque Cuasi Nacional Ibi-Sekigahara-Yōrō. 

## Clima
La ciudad tiene un clima caracterizado por veranos cálidos y húmedos e inviernos suaves (clasificación climática de Köppen Cfa). La temperatura media anual en Ikeda se encuentra a 15.0 °C. La precipitación anual promedio es de 1991 mm con septiembre como el mes más húmedo. Las temperaturas son más altas en promedio en agosto, alrededor de 27.5 °C, y las más bajas en enero, alrededor de 3.6

## Municipios vecinos
- Prefectura de Gifu
  - Ōgaki
  - Igawa
  - Ōno
  - Gōdo
  - Tarui

## Demografía
Según los datos del censo japonés, [3] la población de Ikeda ha aumentado constantemente en los últimos 40 años.
| Censo Año | Población |
| --------- | --------- |
| 1970      | 16,235    |
| 1980      | 20,672    |
| 1990      | 21,987    |
| 2000      | 23,820    |
| 2010      | 24,347    |